# Tadahiko Ueda
Tadahiko Ueda (Prefettura di Kyoto, 3 agosto 1947 – 15 aprile 2015) è stato un calciatore giapponese, di ruolo attaccante.

## Statistiche

### Presenze e reti nei club
| Stagione | Squadra      | Campionato | Campionato | Campionato |
| Stagione | Squadra      | Comp       | Pres       | Reti       |
| -------- | ------------ | ---------- | ---------- | ---------- |
| 1970     | Nippon Steel | JSL        | ?          | 8          |
| 1971     | Nippon Steel | JSL        | ?          | 8          |
| 1972     | Nippon Steel | JSL1       | ?          | 5          |
| 1973     | Nippon Steel | JSL1       | ?          | 4          |
|          | Totale       |            | 60         | 25         |